# Fritz-Philipp Schmidt

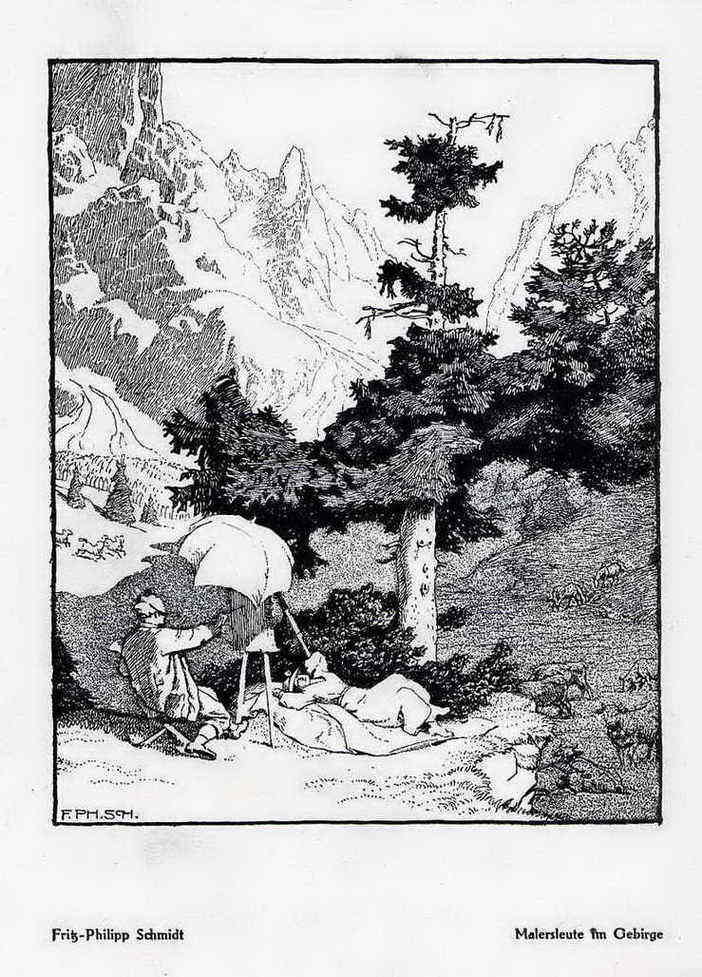
Malersleute im Gebirge (1917)

Fritz-Philipp Schmidt (geboren 11. April 1869 in Dresden; gestorben 26. Mai 1945 in Bayrischzell) war ein deutscher Maler und Illustrator.

## Leben
Fritz-Philipp Schmidt stammte aus einer Künstlerfamilie. Er studierte ab 1885 bei Leon Pohle an der Dresdner Kunstakademie. 1891/92 hielt er sich an der Akademie der Bildenden Künste in München bei Paul Hoecker und Ludwig von Löfftz auf und danach wieder in Dresden in der Meisterklasse von Hermann Prell. Schmidt blieb dem Malstil der Spätromantik verhaftet. 1897 gab er eine Sammlung von deutschen Märchen heraus, 1902 illustrierte er für Ferdinand Avenarius dessen Hausbuch deutscher Lyrik. In Sachsen stattete er Kirchen und Kapellen mit Wandgemälden und Glasbildern aus. Schmidt zog später nach München.

## Werke (Auswahl)
- Deutsche Märchen : Eine Sammlung unsrer schönsten Volksmärchen. Leipzig : Dieterich, 1913
- Hausbuch deutscher Lyrik. Gesammelt von Ferdinand Avenarius. Mit Zeichnungen von Fritz Phil. Schmidt. Hrsg. vom Kunstwart. München : Callwey, 1902